# Elisabeth-von-Thadden-Schule
Die Elisabeth-von-Thadden-Schule ist ein evangelisches Privatgymnasium in Heidelberg-Wieblingen. Die Schule ist Teil der Schulstiftung der Evangelischen Landeskirche in Baden. Bekanntheit erhielt sie vor allem durch die Gründerin Elisabeth von Thadden und deren Widerstand gegen den Nationalsozialismus.
Die Schule hat einen Lehrstab von rund 80 Lehrern und ca. 900 Schüler.
Zum Gymnasium gehört auch die Elisabeth-von-Thadden-Grundschule in Heidelberg-Pfaffengrund.

## Geschichte

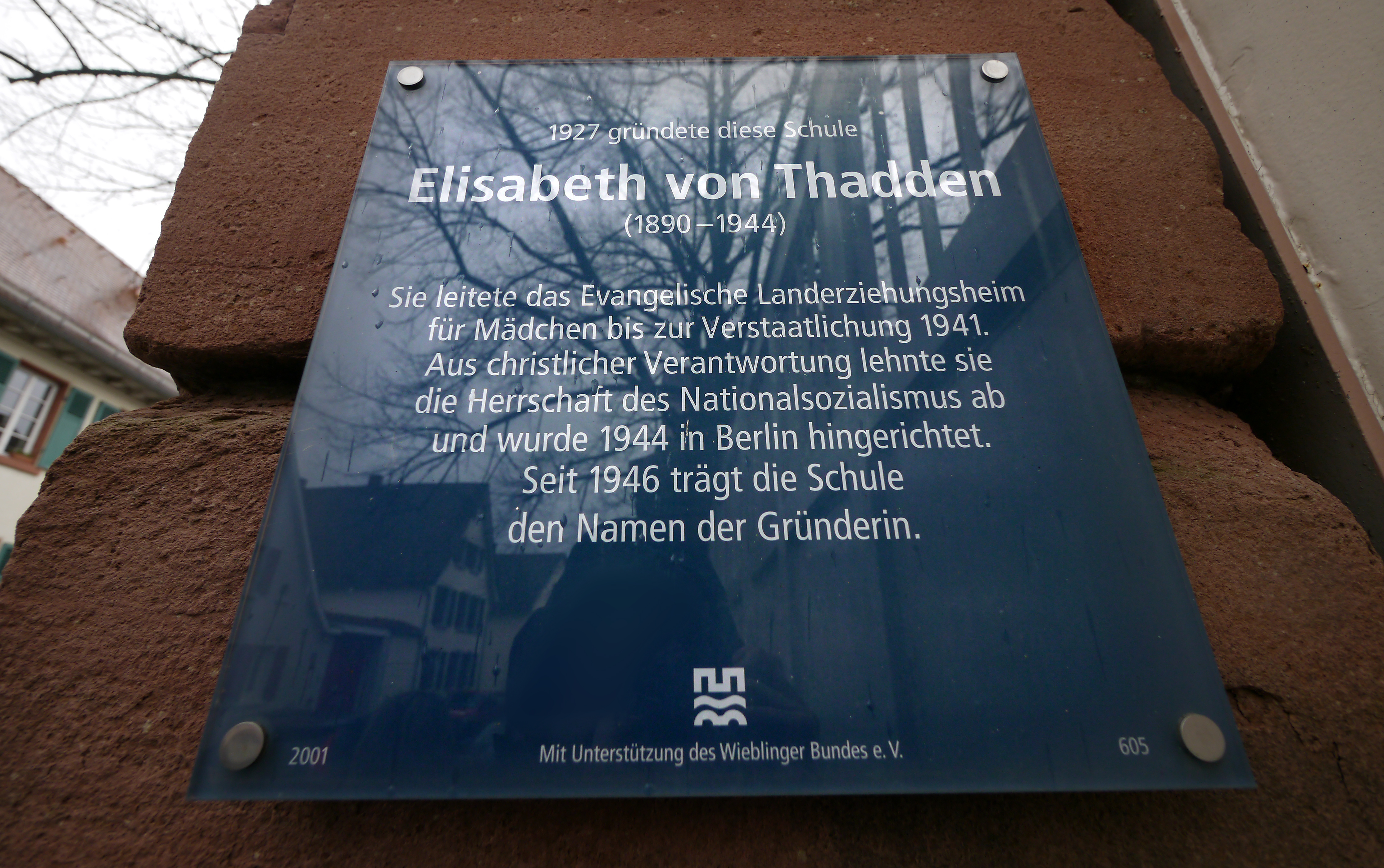
Gedenktafel an die zur Zeit des Nationalsozialismus hingerichtete Gründerin Elisabeth von Thadden am Eingang der Schule

Die Elisabeth-von-Thadden-Schule wurde 1927 als Evangelisches Landerziehungsheim gegründet. Elisabeth von Thadden hegte den Wunsch nach einer Festanstellung als Lehrerin, sie besaß aber nicht die entsprechenden Zeugnisse. So entschied sie sich nach Vorbild der Schule Schloss Salem, ihre eigene Schule zu gründen.
Nach einiger Zeit wurde sie auf der Suche nach einem passenden Ort beim leerstehenden Wieblinger Schloss fündig. Sie pachtete dieses und gründete den Verein Evangelisches Landerziehungsheim Wieblingen e. V. als Schulträger. Orientiert an der christlich geprägten Reformpädagogik startete die Schule Ostern 1927 als reines Mädcheninternat. Trotz der religiösen Einstellung zeigte sich von Thadden offen und nahm auch Mädchen jüdischer Herkunft auf. Von Thadden musste sich des Öfteren vor den Nationalsozialisten verantworten, weil sie keine Bilder von Adolf Hitler in die Klassenzimmer hängen wollte oder ihre Schülerinnen nicht zwang, zur Begrüßung den Hitlergruß zu machen.
Als 1941 alle Schulen verstaatlicht wurden und somit keine Juden mehr aufgenommen werden konnten, half von Thadden vielen Juden bei der Emigration ins Ausland. Zeitweilig verlegte sie den Unterricht aus Angst vor der nahen Westfront nach Tutzing am Starnberger See. Nach einem Verhör durch die Gestapo und einer Hausdurchsuchung wegen eines Tipps der Mutter einer Schülerin wurde ihr das Landeserziehungsheim genommen. Elisabeth von Thadden wurde wenige Jahre später auf Grund einer Denunziation als Mitglied des Solf-Kreises, in dem sich regimekritische Menschen trafen, im Juli 1944 vom Volksgerichtshof unter dessen Präsidenten Roland Freisler zum Tode verurteilt und am 8. September in Berlin-Plötzensee enthauptet.
Nach dem Zweiten Weltkrieg fand der Unterricht wieder normal statt. Viele Schulen hatten Lehrermangel, da sie keine ehemaligen Nationalsozialisten als Lehrer einstellen wollten. Dies gab es an der Thaddenschule nicht – wegen des hohen Anteils jüdischer Lehrer, die nach dem Krieg wieder zurückkehrten.

## Leitbild und Angebot
Die Elisabeth-von-Thadden-Schule ist nach eigenen Angaben trotz christlicher Orientierung offen für alle Religionen und Weltbilder. Sie ist allerdings keine integrative Schule.
Des Weiteren ist sie eine „MINT-freundliche“ Schule. 2014 gab es ein vom Schülerrat ausgehendes Projekt, mit dem sich die Schule der Bundeskoordination „Schule ohne Rassismus – Schule mit Courage“ anschließt, welche dazu aufforderte, mehr Mut gegen Rassismus zu zeigen.
Die Schule bietet vier Sprachprofile mit Latein, Englisch, Französisch und Spanisch und ein naturwissenschaftliches Profil an. Es gibt verschiedene Austauschprogramme bzw. Studienfahrten, nach Newcastle, Auckland, Kutaissi, Bielsko-Biała, Morlaix, Madrid und Kiryat Bialik.
Es gibt außerdem ab der 7. Klasse freiwillige Mittwochsandachten.
In einem Artikel vom 21. November 2013 bezeichnete die Rhein-Neckar-Zeitung das Schulessen in Kantine und Cafeteria als „rundum perfekt“.

## Gebäude und Lage

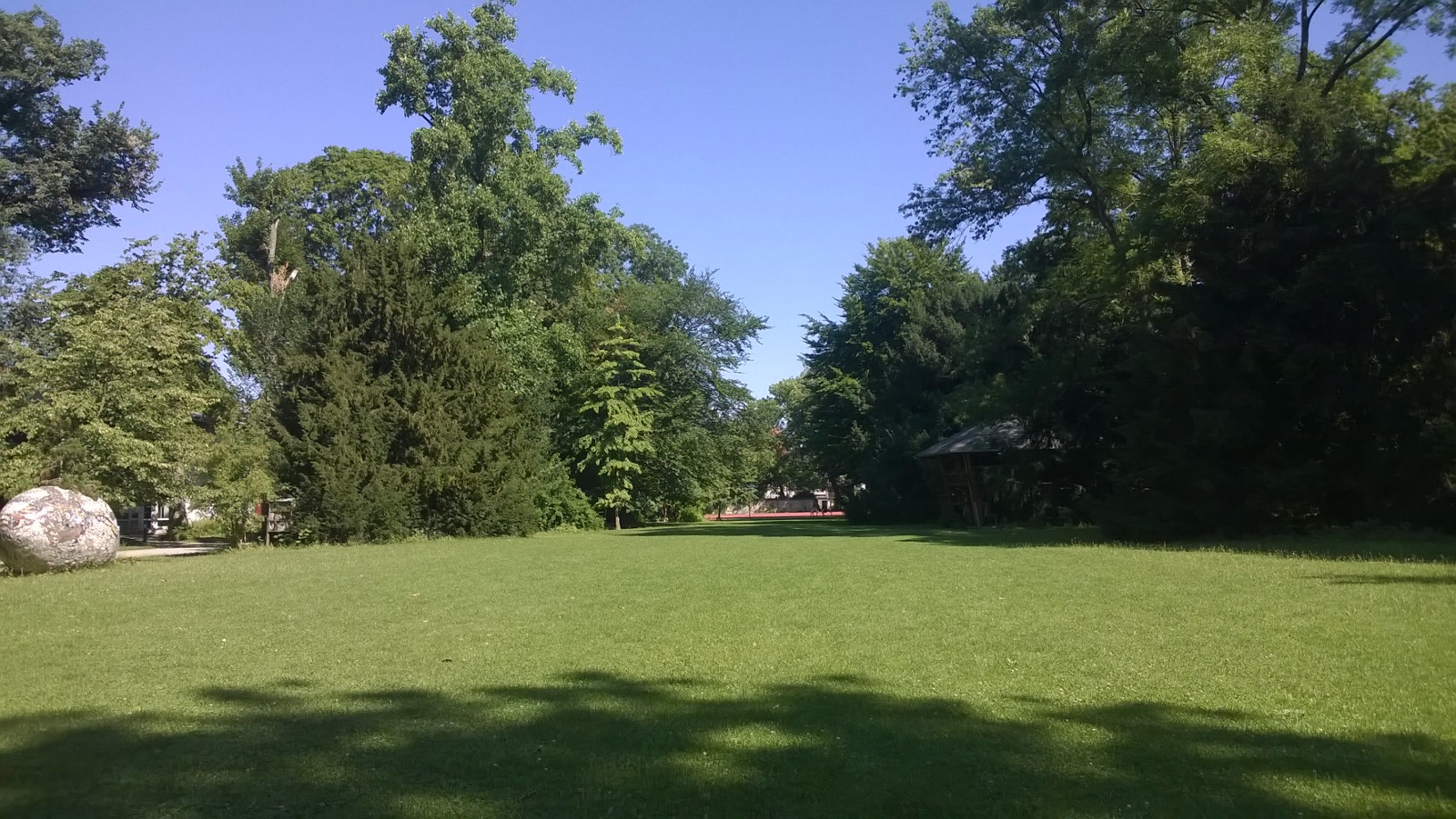
Park der Elisabeth-von-Thadden Schule 2015

Die Schule befindet sich im Kern von Wieblingen. Teil des Schulgeländes ist unter anderem ein großer Park, das ehemalige Schloss Wieblingen, eine eigene Kapelle und diverse andere Gebäude, die nach wichtigen Personen aus der Schulgeschichte benannt sind.

## Auszeichnung
Die Elisabeth-von-Thadden-Schule wurde von der Robert Bosch Stiftung als eine von 15 Schulen für den deutschen Schulpreis 2019 und 2025 nominiert, die Nominierung ist mit 5.000 Euro dotiert.

## Ehemalige Schüler
- Lonny von Schleicher (1919–2014)
- Maria Wellershoff (1922–2021), geb. von Thadden, Schriftstellerin, Schulbesuch 1938/1939[6]
- Maria von Wedemeyer (1924–1977), Informatikerin, Schülerin ab 1938, Abitur 1942
- Annette Kuhn (1934–2019), Historikerin, Friedens- und Frauenforscherin der Universität Bonn
- Hilde Schramm (* 1936), Erziehungswissenschaftlerin, Abitur 1955
- Alexandra Prinzessin von Hannover (1937–2015), Politikerin
- Heide Mommsen (* 1941), Klassische Archäologin, Abitur 1960
- Elisabeth Plessen (* 1944), Schriftstellerin
- Aleida Assmann (* 1947), Kulturwissenschaftlerin, Abitur 1966
- Heike Hatzmann (* 1959), Abgeordnete, Abitur 1978
- Jutta Ditfurth (* 1951), Soziologin, Politikerin, Autorin, Abitur 1969
- Silvia Sommerlath (* 1943)[7], spätere Königin von Schweden
- Daniel B. Werz (* 1975), Organischer Chemiker und Hochschullehrer, Abitur 1995
- Dörte Pietron (* 1981), Bergsteigerin, Abitur 2000
- Heide-Marie Lauterer (* 1952), Autorin und Historikerin
- Danilo Barthel (* 1991), Basketballspieler, Abitur 2011